# Вілфред Берчетт
Вілфред Грем Берчетт (англ. Wilfred Graham Burchett, 16 вересня 1911, Мельбурн, Австралія — 27 вересня 1983, Софія, Болгарія) — австралійський журналіст, відомий насамперед тим, що першим повідомив про наслідки атомного бомбардування Хіросіми. В подальшому незмінно демонстрував прихильність до комуністичних режимів, а щонайменше з 1957 року став платним агентом КДБ..

## Життєпис
Свою кар'єру в журналістиці Берчетт почав 1940 року. Його повідомлення про повстання проти режиму Віші в Новій Каледонії допомогли йому отримати акредитацію в газеті Daily Express. Частину війни провів у Китаї і Бірмі.
Став першим західним журналістом, який відвідав Хіросіму після атомного бомбардування, прибувши сам на поїзді з Токіо 2 вересня, в день офіційної капітуляції на борту лінкора «Міссурі». Відправлену азбукою Морзе статтю надруковано на першій сторінці газети Daily Express у Лондоні 5 вересня 1945 року під назвою «Атомна чума» (англ. The Atomic Plague). Це була перша публікація у ЗМІ, в якій йшлося про наслідки радіації і ядерних опадів.
1951 року Берчетт вирушив до Китайської Народної Республіки як іноземний кореспондент французької комуністичної газети l'Humanite. В липні 1951 року він і британський журналіст Алан Віннінґтон вирушили в Північну Корею для висвітлення мирних переговорів у Пханмунджомі. Берчетт відвідав кілька таборів для військовополонених у Північній Кореї, порівнявши їх з «розкішним курортом», «курортом у Швейцарії». Берчетт прославився, опитавши військовополоненого генерала США Вільяма Діна, чия доля була невідома. В автобіографії пізніше Дін назвав одну з глав: «Мій друг Вілфред Берчетт».. Берчетт звинувачував американців у застосуванні біологічної зброї — нібито вони закидали по іншу лінію фронту мух і бліх, інфікованих бубонною чумою, та пацюків, заражених віспою. Згодом редактор «Се суар» П'єр Де визнав, що повідомлення Берчетта були вигадками, і він знав про це, поширюючи брехню якнайширше.
1956 року Берчетт прибув до Москви як кореспондент американського тижневика National Guardian. Отримував щомісячну допомогу від радянської влади. Протягом наступних шести років повідомляв про досягнення СРСР в науці і про відновлення післявоєнної економіки.
В останні роки війни у В'єтнамі Берчетту було вже понад 60 років. Він подорожував на сотні миль з солдатами В'єтнамської народної армії і В'єтконгу, перебуваючи під атакою американських військ. Берчетт опублікував численні книги про В'єтнам і війну в ці роки. У 1975 і 1976 роках Берчетт надіслав кілька повідомлень з Камбоджі, вихваляють новий уряд Пол Пота. В статті від 14 жовтня 1976 року в «The Guardian» (Велика Британія) він писав, що «Камбоджа стала робітничо-селянською державою», і її нова конституція «гарантує, що кожна людина має право на чесний і справедливий рівень життя». Проте незабаром відносини між Камбоджею і В'єтнамом погіршилися. Після того, як Берчетт відвідав табори біженців 1978 року, він усвідомив справжню ситуацію. Він засудив «червоних кхмерів», і згодом вони помістили його в список смертників.Берчетт переїхав до Болгарії 1982 року і помер від раку в Софії через рік, у віці 72 років.

### Проблеми з паспортом
1955 року британський паспорт Берчетта пропав і вважався вкраденим. Австралійський уряд відмовився випустити заміну і попросив британців зробити те ж саме. Протягом багатьох років Берчетт жив із в'єтнамським, а потім кубинським паспортом. 1969 року Берчетту відмовили у в'їзді в Австралію для участі в похороні батька. Австралійський паспорт видав Берчетту уряд Вітлема 1972 року.

## Книги
- Вверх по Меконгу. М.: Издательство иностранной литературы, 1958
- Вьетнам и Лаос в дни войны и мира. М.: Издательство иностранной литературы, 1963
- Война в джунглях Южного Вьетнама. М.: Прогресс, 1965
- Народ Южного Вьетнама победит. М.: Прогресс, 1969
- Вновь Хиросима. М.: Прогресс, 1987